# Mark Smith (Tontechniker)
Mark Smith (geb. vor 1989) ist ein US-amerikanischer Tontechniker.

## Leben
Mark Smith begann seine Karriere beim Fernsehen, wo er unter anderem an einigen Folgen der Fernsehserie In der Hitze der Nacht mitarbeitete. Schnell arbeitete er auch an Filmprojekten; zu einem seiner ersten Spielfilmen zählten die Filmkomödien Die Glücksjäger und Schöne Bescherung. Zwischen 1993 und 1996 war er an vier John-Grisham-Literaturverfilmungen beteiligt: Die Firma, Der Klient, Die Jury und Die Kammer.
1993 wurde er zusammen mit Chris Jenkins, Doug Hemphill und Simon Kaye mit dem Oscar in der Kategorie Bester Ton für Der letzte Mohikaner ausgezeichnet. Für den Film war er 1993 zudem für den BAFTA Film Award in der Kategorie Bester Ton nominiert.

## Filmografie (Auswahl)
- 1989: Die Glücksjäger (See No Evil, Hear No Evil)
- 1989: Schöne Bescherung (National Lampoon’s Christmas Vacation)
- 1990: Blaze of Glory – Flammender Ruhm (Young Guns II)
- 1991: Doc Hollywood
- 1991: King Ralph
- 1991: Robin Hood – König der Diebe (Robin Hood: Prince of Thieves)
- 1992: Der Duft der Frauen (Scent of a Woman)
- 1992: Der letzte Mohikaner (The Last of the Mohicans)
- 1993: Die Firma (The Firm)
- 1994: Der Klient (The Client)
- 1994: Star Trek: Treffen der Generationen (Star Trek Generations)
- 1995: Heat
- 1996: Die Jury (A Time to Kill)
- 1996: Die Kammer (The Chamber)
- 1997: Besser geht’s nicht (As Good as It Gets)
- 1997: Das fünfte Element (Le Cinquième Élément)
- 1998: Rendezvous mit Joe Black (Meet Joe Black)
- 2000: Die WonderBoys (Wonder Boys)
- 2000: Red Planet
- 2002: 8 Mile
- 2003: Gothika
- 2005: Serenity – Flucht in neue Welten (Serenity)

## Auszeichnungen
- 1993: Oscar in der Kategorie Bester Ton für Der letzte Mohikaner
- 1993: BAFTA-Film-Award-Nominierung in der Kategorie Bester Ton für Der letzte Mohikaner